# Гарбузова, Светлана Юрьевна
Светлана Юрьевна Гарбузова (род. 4 октября 1954, Казань, Татарская АССР, РСФСР, СССР) — советская и российская художница, модельер, деятель декоративно-прикладного искусства, мастер татарской кожаной мозаики. Заслуженный деятель искусств Республики Татарстан (2015).

## Биография
Светлана Юрьевна Гарбузова родилась 4 октября 1954 года в Казани. Из семьи врача Юрия Михайловича и художницы Софии Даниловны Кузьминых, расставшихся через год после свадьбы.
Увлекалась вязанием, шитьем и рисованием, под влиянием матери заинтересовалась декоративно-прикладным искусством. После окончания 10-го класса уехала в Москву, поступив на художественно-технологический факультет Московского технологического института, который окончила в 1982 году. Училась у В. М. Зайцева, дипломную работу на тему мужского костюма выполнила в его «Доме моды», получив специальность художника-модельера. Вернувшись в Казань, трудилась в швейном объединении «Зима», в качестве моделера сотрудничала с Казанской кожевенно-галантерейной фабрикой, а в 1985 году перешла на работу в Татарский художественный фонд. С 2004 года преподаёт в Казанском художественном училище имени Н. И. Фешина на курсах по кожаной мозаике и дизайну одежды, подготовив целый ряд молодых художников.
Выставляется с 1983 года. Персональные выставки проходили в Казани в 1990, 1994, 2000, 2015, 2021 годах. Также принимала участие в групповых выставках в Казани (1989) и Ленинграде (1990) совместно с С. Д. Кузьминых и И. Х. Гайнутдиновым). В 1993 году принята в члены Союза художников России. В 2003 году выдвигалась на соискание премии имени Баки Урманче, а в 2015 году получила звание заслуженного деятеля искусств Республики Татарстан.

## Очерк творчества
Является одним из ведущих мастеров аппликации, удачно советающим различные ткани, замшу, велюр, мех. Умело владеет тамбурной вышивкой, развивает в своём творчестве традиции золотого шитья, многоцветной глади. В качестве дизайнера сотрудничала с предприятием народных художественных промыслов «Туран Арт», в своих изделиях использовала стилизованные формы татарского костюма, декорировала кожей одежду и аксессуары. Не сосредоточившись исключительно на модельерной работе, Гарбузова вслед за своей матерью перешла к технике батика и кожаной мозаики. Мастерству училась на Арской фабрике национальной обуви, освоив всю технологию производства, начиная с вырезания узоров и кончая их расшивкой. Творческую карьеру начинала в условиях отсутствия должной организационной и материальной базы, когда не хватало даже качественной кожи. Тем не менее, Гарбузова привнесла много нового в творческие поиски матери по созданию одухотворённых образов татарской культуры. Наиболее известным её произведением в этой области являются ичиги «Ханские» с подушкой (1998), отличающиеся замысловатостью узоров, которые сама художница назвала «арабесками». Ичиги работы Гарбузовой вообще лишены поздних напластований и перегруженности орнаментом, отличаются яркими решениями и самобытными интерпретациями в декоре голенища, который своей даже некоторой ассиметрией узора передаёт ощущение подлинного произведения искусства.
Развитие татарского национального декоративно-прикладного искусства в творчестве Гарбузовой характеризуется собственным миропониманием художницы, стилизаторским подходом, оригинальностью и самобытностью трактовок изобразительных образов. В технике батика она работает в основном с анилиновыми красителями, создаёт собственные модели шёлковых платьев, блуз, платков, а также настенные декоративные композиции, украшенные цветочно-растительным орнаментом. Незаурядный талант Гарбузовой как художника-модельера проявился в безупречности стиля и вкуса, простоте и лаконичности, напрямую восходящими к народному пониманию формы и материала. Её панно сочетают в себе татарский орнамент с абстрактными композициями, что продиктовано авторским видением возможностей старинной техники. В этих работах, как сериях, триптихах, так и одиночных композициях, Гарбузова выступает как автор станковых композиций, условных по своему содержанию, символических, образных, и при этом по-национальному колоритных. Используя крайне ограниченную палитру из двух-трёх тонов, в своих панно художница достигает контрастности композиции, иллюзии световоздушной среды, наряду с симбиозом неожиданных сочетаний фигур, что говорит о её новаторском мастерстве.
Занималась также монументально-декоративным искусством, в частности, в технике росписи по шёлку исполнила сценические занавесы для кинотеатров «Октябрь» (1984, Пестрецы), имени Г. Тукая (1985, Казань), создала кожаные валики в восточном стиле для оформление кафе «Сказка» (1986, Ижевск). К 1982 году относится работа Кузьминых и Гарбузовой над отделкой мебели для Татарского государственного академического театра имени Г. Камала, выполненной из кожи в технике мозаики и тиснения. Банкетки для холла, вестибюля и зала, которые дополняют декоративные панно В. А. Ткаченко, стали хрестоматийным и практически единственным примером использования кожаной мозаики при оформлении общественных пространств. В 1986 году к столетию Г. Тукая вместе с матерью также выполнила более тридцати кожаных подушек для музея поэта в Новом Кырлае, которые своими пастельными тонами и узорочьем уместно вписались в интерьер, насыщенный резным деревом, керамикой, гобеленами, декоративной скульптурой. В 1988 году для нового спектакля М. Х. Салимжанова по музыкальной драме «Голубая шаль» К. Тинчурина ими был выполнен платок размерами 150 x 150 см из крепдешина (выставочный экземпляр) и шёлка (к использованию в постановке), который стал знаковым образом татарской культуры. В 1997 году ими также был создан занавес «Идель-Волга» для президентского дворца в Казанском Кремле.
Особо критикой отмечены комплект костюма «Сайяр» (1988, платье-пальто «Джилян», головной убор, совм. с С. Д. Кузьминых); декоративный ковёр «Аккиез» (1989, совм. с С. Д. Кузьминых); платок «Китап» (1988, совм. с. С. Д. Кузьминых); палантин из батика «Вот так всё начиналось» (2000); панно из батика «Композиция» (1990); панно из кожи «Водяная» (1986, совм. с С. Д. Кузьминых), «Ветер в твоих волосах» (1994), «Холодная луна» (1997, диптих), «Потерянный город» (1997), «Пейзаж» (1997), «Сады Семирамиды» (1998), «Настенный коврик» (1998), «Полдень», «Утро» (оба — 1998, все — совм. с. С. Д. Кузьминых), «Дорога, ведущая к радуге» (1999), «Баядерка» (2000), «Древо жизни» (2000), «Обереги» (2000, совм. с С. Д. Кузьминых). Помимо этого, в коллекции Гарбузовой кожаных изделий также имеются диванные подушки и валики, женские жилеты, сумки, сувениры.

## Награды
- Почётное звание «Заслуженный деятель искусств Республики Татарстан» (2015 год) — за большой вклад в развитие изобразительного искусства и многолетнюю плодотворную работу[44].